# 黃麟書
黃麟書（1893年10月31日—1997年12月24日），原名黃林祥，又名黃凌翔，字麟書，號樚園，以字行世。廣東龍川人，中國國民黨黨員、著名教育家。早年曾任國民政府廣東省政府委員兼教育廳廳長，曾創辦香港德明中學、廣州珠海中學等。1947年，任廣州珠海大學第一任校長。1948年任行憲後第一屆立法委員，旋改任第一屆考試院委員，以後連任至第四屆考試委員。1949年中華人民共和國成立，珠海大學遷校來到英屬香港，因受香港教育條例所限，改名「珠海書院」。其後擔任香港中國文化協會主任委員，籌設香港中山圖書館。1997年12月24日在廣華醫院逝世。

## 榮譽
- 勝利勳章（1945）
- 實踐勳章（1983）